# Mircea Criste
Mircea Criste, né le 27 août 1957 à Reșița, est un ancien magistrat roumain et professeur des universités.

## Biographie
Il a étudié le droit à la Faculté de droit de Cluj-Napoca en Transylvanie. Il a obtenu le titre de docteur en droit constitutionnel à l'Université d'Aix-Marseille, avec la mention "Très honorable". 
Mircea Criste est professeur à l’Université d’Ouest de Timișoara et ancien professeur de l'Université "1er décembre 1918" de Alba Iulia (Transylvanie) et plusieurs universités privées.
En 1997, après 50 ans de direction militaire, il devient le premier directeur général civil du système pénitentiaire, ouvrant un processus de reformes qui fut continué jusqu’en présent.
Après une carrière de juge (jusqu’à la Cour d’appel de Timișoara), il a été procureur général de Roumanie, entre 1998 et 2001. De son nom est lié le début de plusieurs réformes du Ministère Public : des jeunes procureurs ont été nommés dans des postes de direction, à tout niveau, sur critères de compétence ; on a formé les groupes opératifs, transformés après dans le fameux PNA (Parquet National Anticorruption) ; on a renoncé à la direction monocrate du Ministère Public, en faveur d’un comité de direction ; il fut introduit le contrôle judiciaire des actes des procureurs ; on a initié un projet pour l’introduction de la police judiciaire ; le système a été informatisé ; on a promu la coopération avec les ministères publics d’autres pays ; plusieurs dossiers soit-dites "lourds", qui traînaient depuis quelque temps, ont été finalement traités. 
Après le changement politique survenu avec les élections de fin 2000 et le retour d’anciens communistes, Mircea Criste fut libéré de ses fonctions et nommé ambassadeur en Macédoine (2001-2004).
Depuis 2014 il est adjoint de l'Ombudsman roumain (l'Avocat du Peuple).

## Ouvrages
Il est l’auteur de plus de 150 ouvrages publiés (monographies, cours, études et articles), parmi lesquels:
- L'exercice des droits fondamentaux aux temps de la pandémie, Fiat Justitia nr. 1/2021
- La structure des droits fondamentaux – aspects choisis, in Rainer Arnold (dir.), Comparative Law Studies, Rainer Arnold (ed.), University of Regensburg, vol. 12, First International Online-Seminar
- „Judicial Review: A Disputed Competence in the Romanian Legal System”, in Contemporary Problems and Challenges of the Judiciary in Europe (Anna Rytel-Warzocha coord.), Gdanskie Studia Prawnicze nr 4(48)/2020
- „La protection de la vie privée dans l’ère de la numérisation”, Fiat Justitia nr. 1/2020
- „Le rôle des principes generaux dans la globalisation du droit constitutionnel”, Fiat Justitia nr. 1/2019
- „La démocratie dans la réalité constitutionnelle contemporaine”, Fiat Justitia nr. 1/2018
- „La résolution des conflits juridiques de nature constitutionnelle, prémisse de l’etat de droit en Roumanie”, în Current constitutional issues, ed. Emilio Castorina, Ioan Ganfalean, Piotr Kapusta, Justyna Michalska, Varșovia, C.H. Beck, 2017
- „Treaties as Sources of Constitutional Law” in THE INTERNATIONAL CONFERENCE "EUROPEAN UNION‘S HISTORY, CULTURE AND CITIZENSHIP" 10th Edition, 12- 13 May 2017, Pitesti
- „Constitutional Review in Romania– a Struggle Between Monologue and Dialogue” in Rainer Arnold, Herbert Roth (eds.), Constitutional Courts and Ordinary Courts: Cooperation or Conflict?, International Conference Regensburg, October 16-17 2015, Regensburg, Universitaetsverlag, 2017
- „The referendum and the Romanian constitutional system”, in Aktualne problemy referendum, ed. Beata Tokaj, Anna Feja-Paszkiewicz, Boguslaw Banaszak, Varsovia, Krajowe Biuro Wyborcze,
- „La justice constitutionnelle en Roumanie, comme un phenix”, in Transformation of Law Systems in Central, Eastern and Southeastern Europe in 1989-2015. Liber amicorum in Honorem Prof. Dr. Dres. H.C. Rainer Arnold, ed. Andrzej Szmyt, Boguslaw Banaszak, Gdansk, Gdansk University Press, 2016
- „L’irresponsabilite et l’immunite, bouclier ou paravent?”, in Les confluences des droits, regards franco-roumains, ed. Brigitte Vincent, Bruxelles, Bruylant,
- „La portée démocratique du référendum”, in Efficiency of Legal Norms, București, Hamangiu,
- « Le contrôle de constitutionnalité des normes en Roumanie, un droit du compromis », in Analele Universitatii Constantin Brancusi din Targu Jiu, Seria Stiinte Juridice, no 2/2010
- « The Evolution of the Political Control of the Laws in Romania II. A Control Supervised by the Parliament », in Acta Universitatis Danubius, Juridica, no 2/2010
- « Les compétences du juge constitutionnel roumain », in Curierul Juridic Anul XII, no 2 (41)/2010
- « L'évolution du contrôle politique des lois en Roumanie, I, Les ferments de l'affirmation du contrôle politique en communisme », in Acta Universitatis Danubius, Juridica, no 1/2010
- « La Convention européenne des droits de l’homme et la jurisprudence de la Cour européenne des droits de l’homme réfléchies dans les décisions de la Cour constitutionnelle roumaine », in Curierul Juridic Anul XII, no 4 (39)/2009
- « Il y a 20 ans... : un panorama constitutionnaliste de la révolution roumaine », in Revue de sciences politiques, no 21-22/2009
- « L’accès libre à la justice, droit fondamental garanti par la Cour constitutionnelle roumaine », in Acta Universitatis Danubius. Juridica, no 1/2009
- « Legislative Council in the Context of Constitutional System of Romania », in Przglad Legislacyjny, no 1/2 (67/68)/2009
- Institutions européennes, Série Éducation européenne des fonctionnaires publics – EuPA, Miskolc, University Press (collectif), 2008
- Adult Corrections: International Systems and Perspectives, collectif (ed. John A. Winterdyk), Monsley, NY, Willow Press, 2004
- « Un contrôle juridictionnel des lois en Roumanie ? », in Revue française de droit constitutionnel, no 9/1992.

## Distinctions
- Grand officier de l'ordre de l'Étoile de Roumanie (décret du Président de la Roumanie no 527/2000)
- Le Mérite judiciaire (décret du Président de la Roumanie no 602/2002)